# Victorinia regina
Victorinia regina là một loài thực vật thuộc họ Euphorbiaceae. Đây là loài đặc hữu của Cuba.